# Container 90
Container 90 ist ein EBM-Projekt aus der schwedischen Stadt Kungsör.

## Bandgeschichte
Jonas Rundberg und Ronny Larsson gründeten Container 90 im Januar 2004, um EBM im Stil ihrer Vorbilder Front 242 und Nitzer Ebb zu machen. In Eigenproduktion erschien 2006 das erste Album Scandinavian Masters. Nachdem sich die Band vor allem in Ostdeutschland durch Auftritte bei kleineren Festivals eine Fangemeinde erspielt hatte, folgte zwei Jahre später World ChampionShit bei Out of Line/SPV. Während der Sonic Seducer die Platte als „EBM-Platte des Jahres“ und „Juwel, das uns sicher auch die kommenden Jahre anstrahlen wird“ bezeichnete kritisierten andere Rezensenten, die Platte sei zu einfallslos. Whiskey-soda.de nannte World ChampionShit eine „langweilige Retropackung“ und metal.de urteilte: „Wer jedoch etwas Innovatives oder Außergewöhnliches erwartet, ist bei "World Champion Shit" an der komplett falschen Adresse.“

## Stil
Der Stil von Container 90 wird als Oldschool-EBM im Stil der 1980er- und frühen 1990er-Jahre beschrieben. Es werden aber auch Vergleiche zu Punk und Hardcore gezogen.

## Diskografie

### Alben
- 2006: Scandinavian Masters (Sham Recordings/Eigenproduktion)
- 2008: World ChampionShit (Out of Line/SPV)
- 2013: Working Class League (Emmo.biz)

### EPs
- 2004: Epigone Idols (Sham Recordings/Eigenproduktion)
- 2005: Der Container Klang (Sham Recordings/Eigenproduktion)